# Hourges
Hourges település Franciaországban, Marne megyében. Lakosainak száma 84 fő (2022. január 1.). Hourges Breuil, Crugny, Serzy-et-Prin, Unchair és Vandeuil községekkel határos.

## Népesség
A település népességének változása:
| Lakosok száma | 99   | 79   | 81   | 90   | 79   | 81   | 81   | 78   | 80   | 84   |
|               | 1968 | 1982 | 1990 | 2006 | 2013 | 2015 | 2017 | 2019 | 2020 | 2022 |